# Mastomys natalensis
Espèce
Synonymes
- Mastomys hildebrandtii (Peters, 1878)
- Myomys fumatus (Peters, 1878)

Statut de conservation UICN

 LC  : Préoccupation mineure
Mastomys natalensis (rat du Natal,  rat africain commun, rat plurimammaire, souris multimammaire africaine) est une espèce de mammifères de la famille des Muridae, d'origine africaine. C'est le réservoir du virus de Lassa.

## Description
Le rat du Natal est un rongeur de dimensions moyennes : la longueur de la tête et du corps varie de 90 à 155 mm, et celle de la queue de 88 à 150 mm. Son poids peut atteindre 90 g. Les pattes mesurent de 18 à 30 mm de long et les oreilles de 11 à 24 mm
Le pelage est long et modérément doux et soyeux. Le museau est légèrement allongé.
Les incisives supérieures sont de couleur orange clair, les inférieures jaune paille.
La partie dorsale et les côtés de la tête sont légèrement rougeâtres ou brun jaunâtre, avec de légers reflets noirâtres.
Les flancs sont fauve, tandis que les parties ventrales et les pattes sont blanches.
Les oreilles, ovales, ont des proportions normales, avec la face interne, en particulier vers les bords, finement garnie de petits poils fauve, tandis que la face externe est recouverte de poils courts brunâtres.
La queue, plus courte que la tête et le corps et couverte de petits poils raides, est de couleur brune au-dessus et blanche au-dessous
La formule du caryotype est  2n=32  (chromosomes)  et  NFa=54  (bras  autosomaux).

## Distribution et habitat
L'aire de répartition de Mastomys natalensis comprend toute l'Afrique subsaharienne, du Sénégal à la Somalie et à l'Afrique du Sud.
C'est une espèce commensale de l'humain. Elle vit seulement dans les zones habitées et tend à parcourir les rues, où elle peut être transportée par des véhicules à travers tout le continent.